# Christopher Bowes

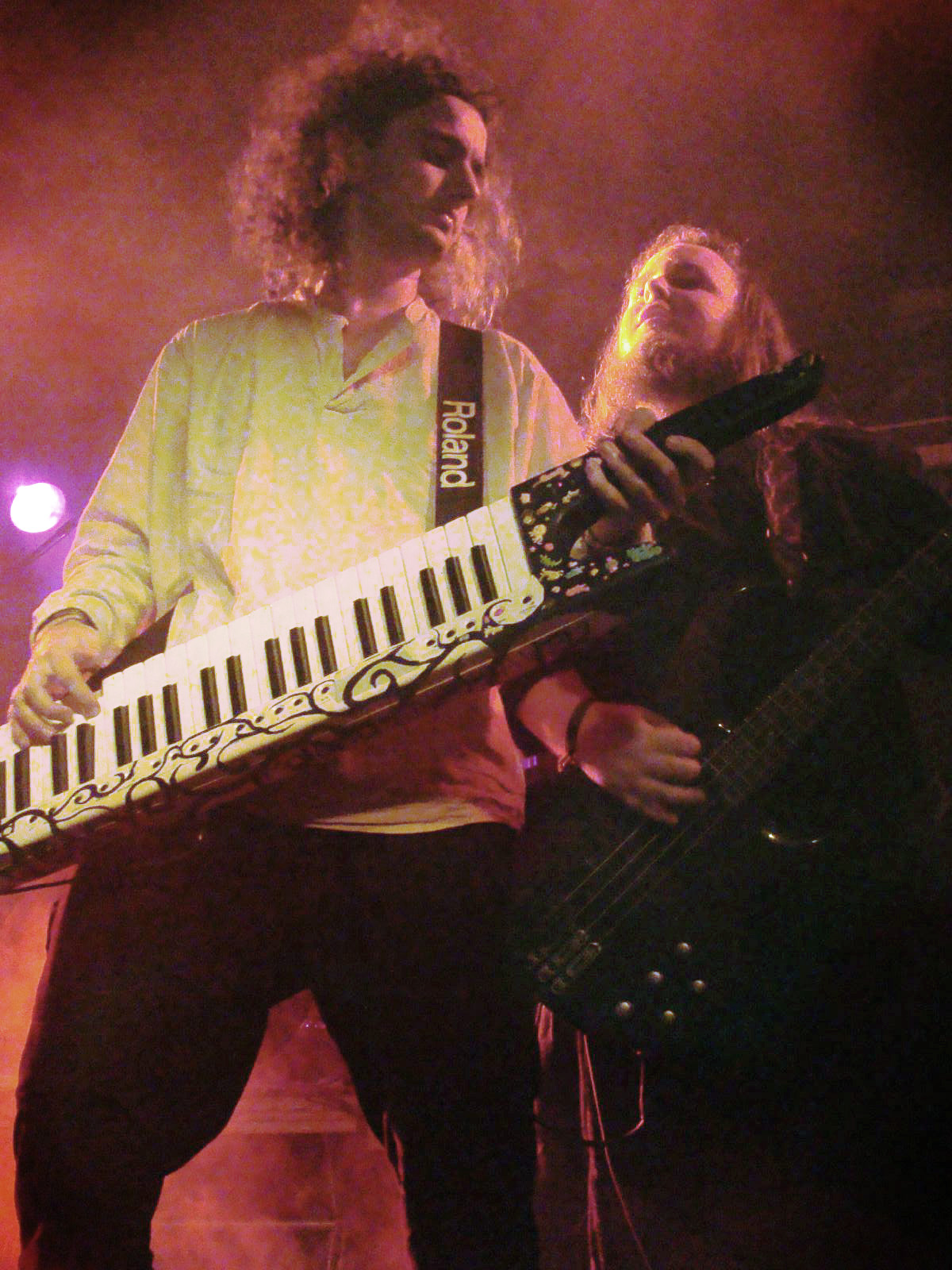
Christopher Bowes a Dani Evans (2008)

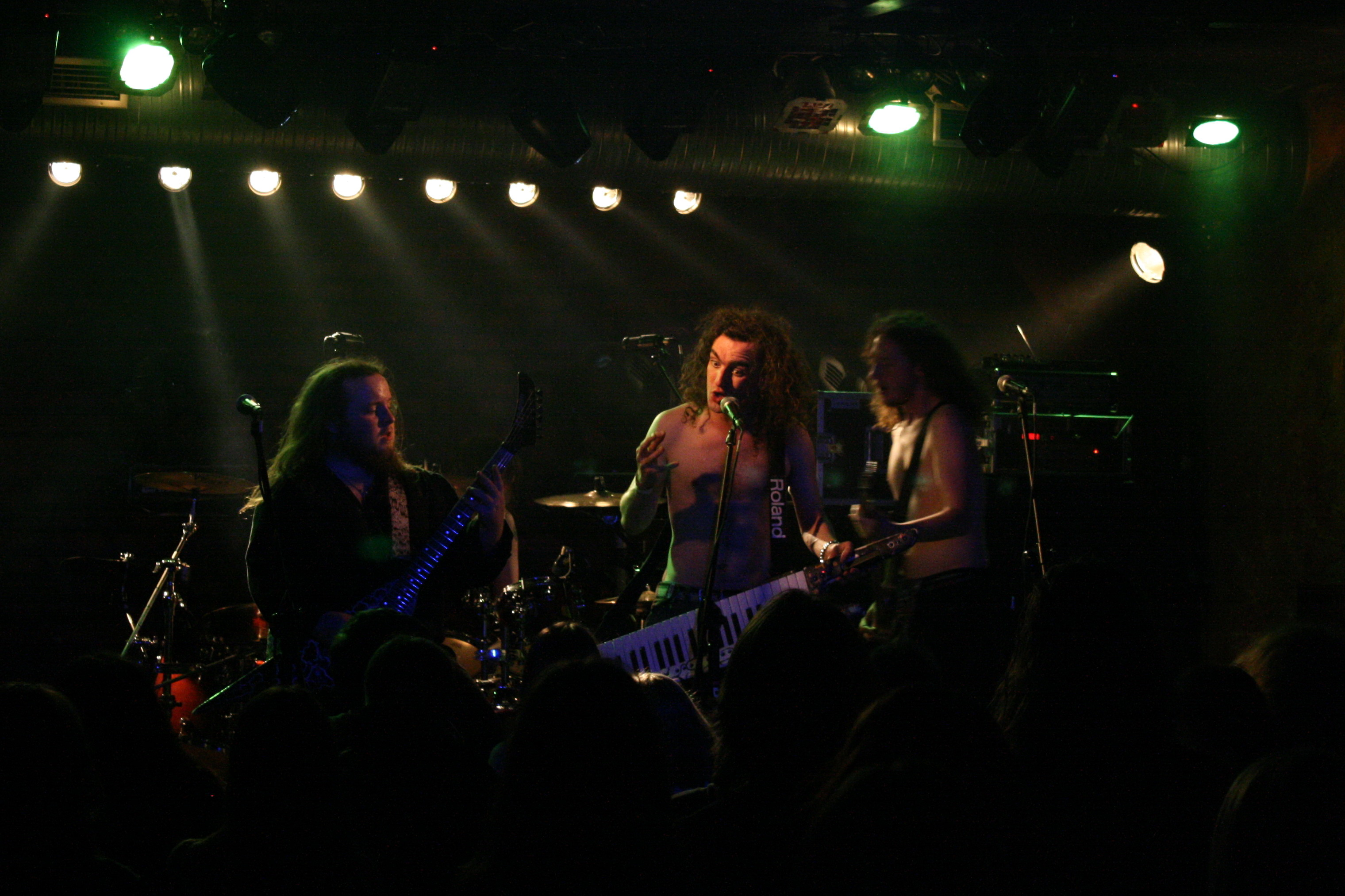
Christopher Bowes s Alestorm (2009)

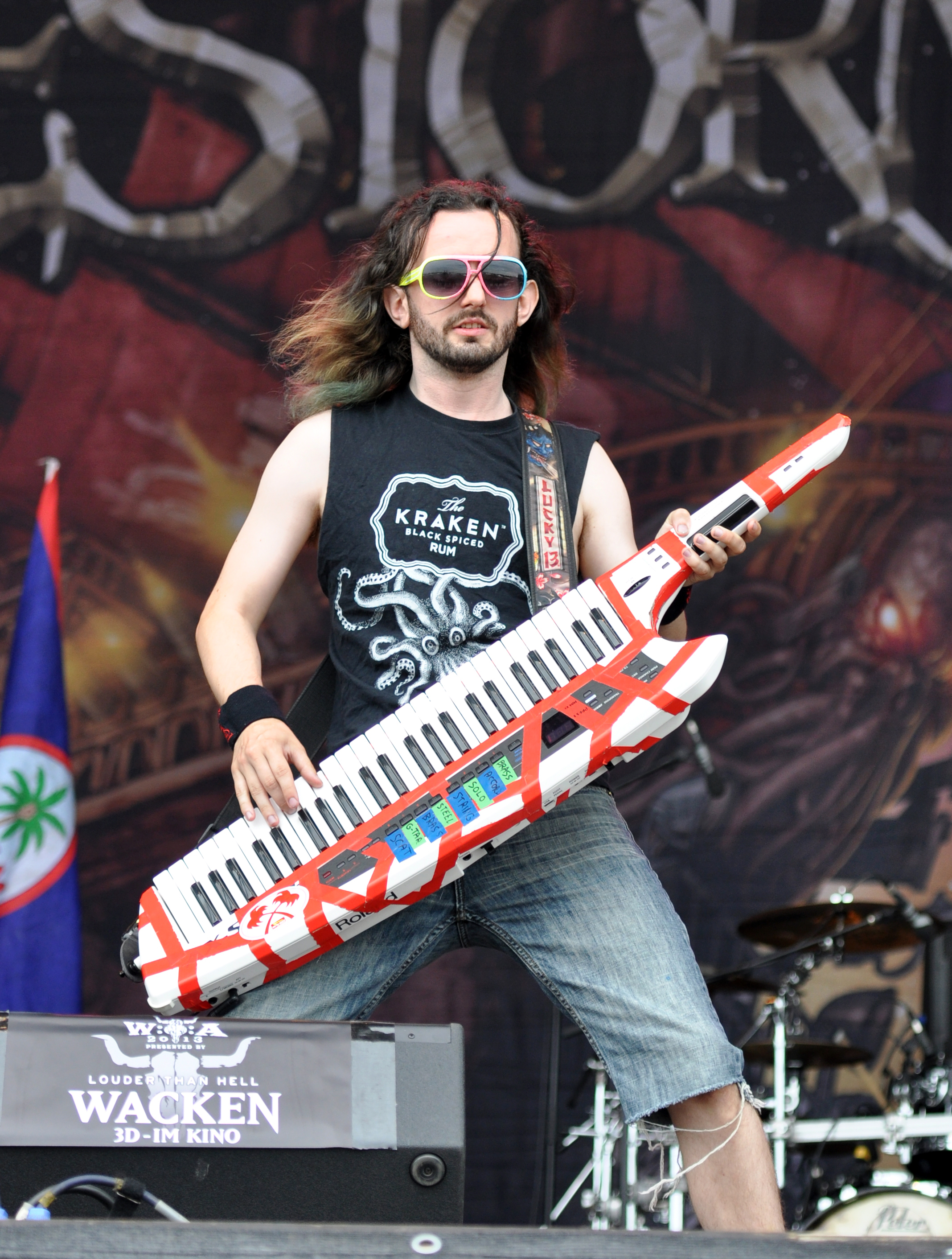
Christopher Bowes na festivalu Wacken Open Air 2013

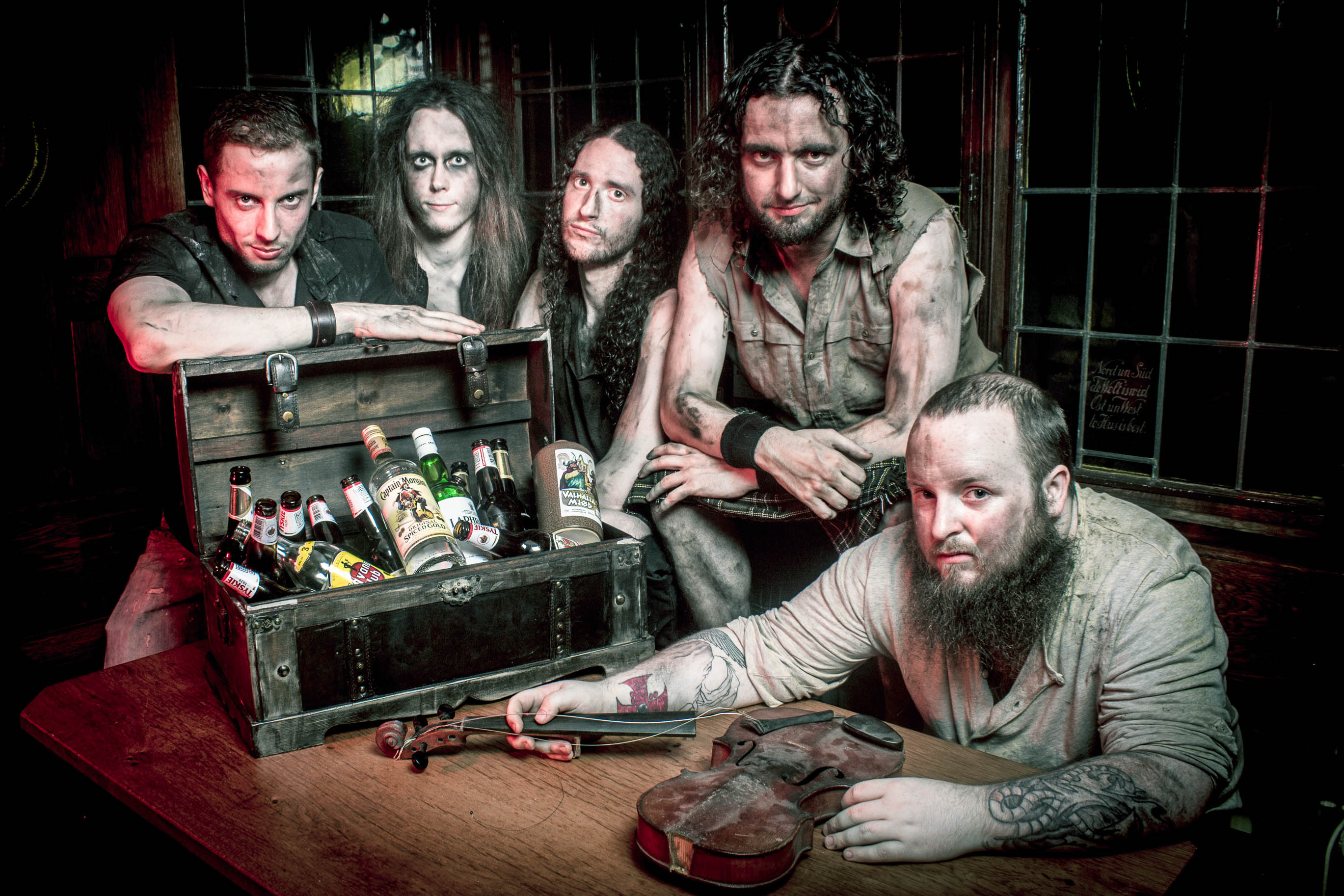
Christopher Bowes s Alestorm (2014)

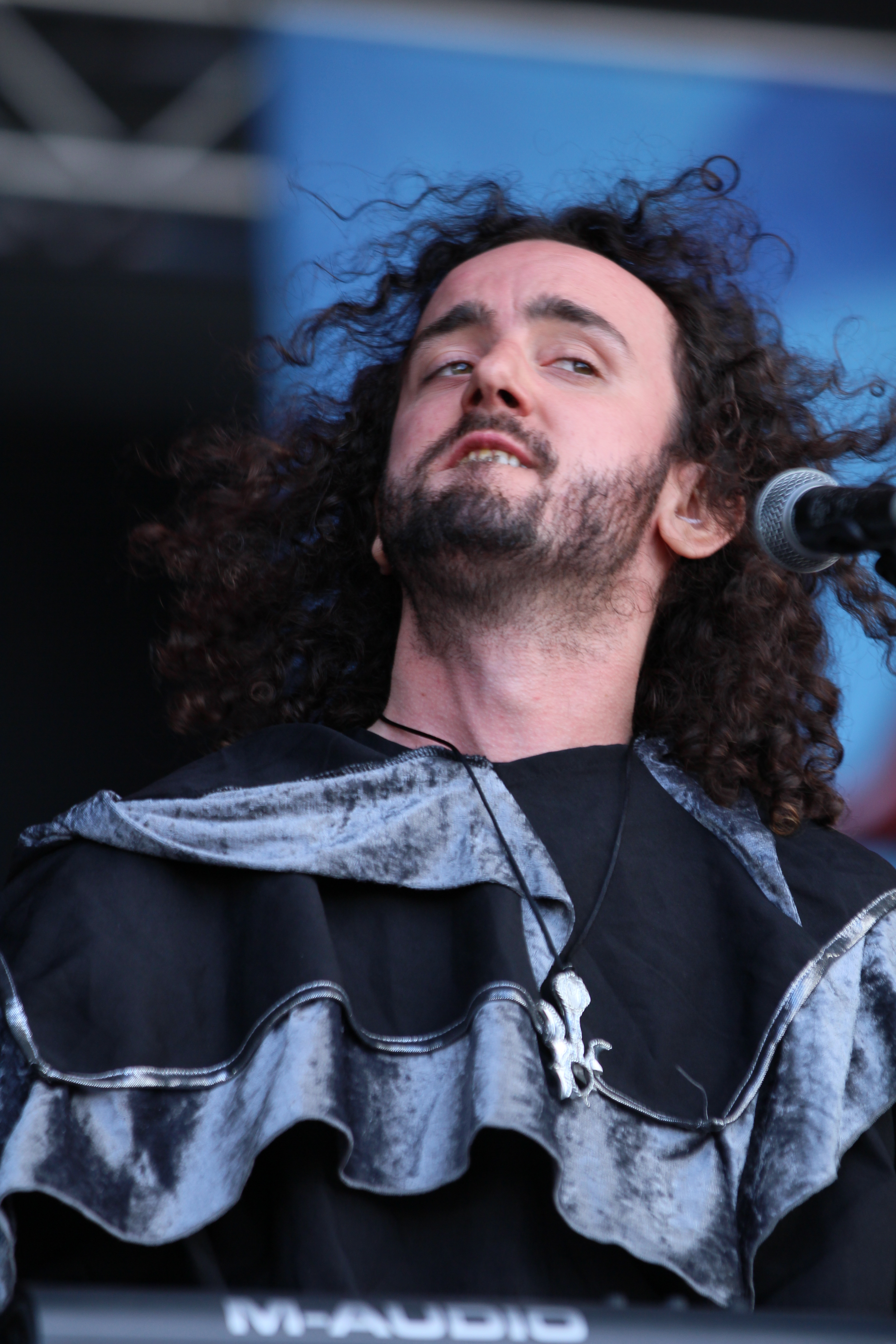
Christopher Bowes na festivalu Rockharz Open Air 2014

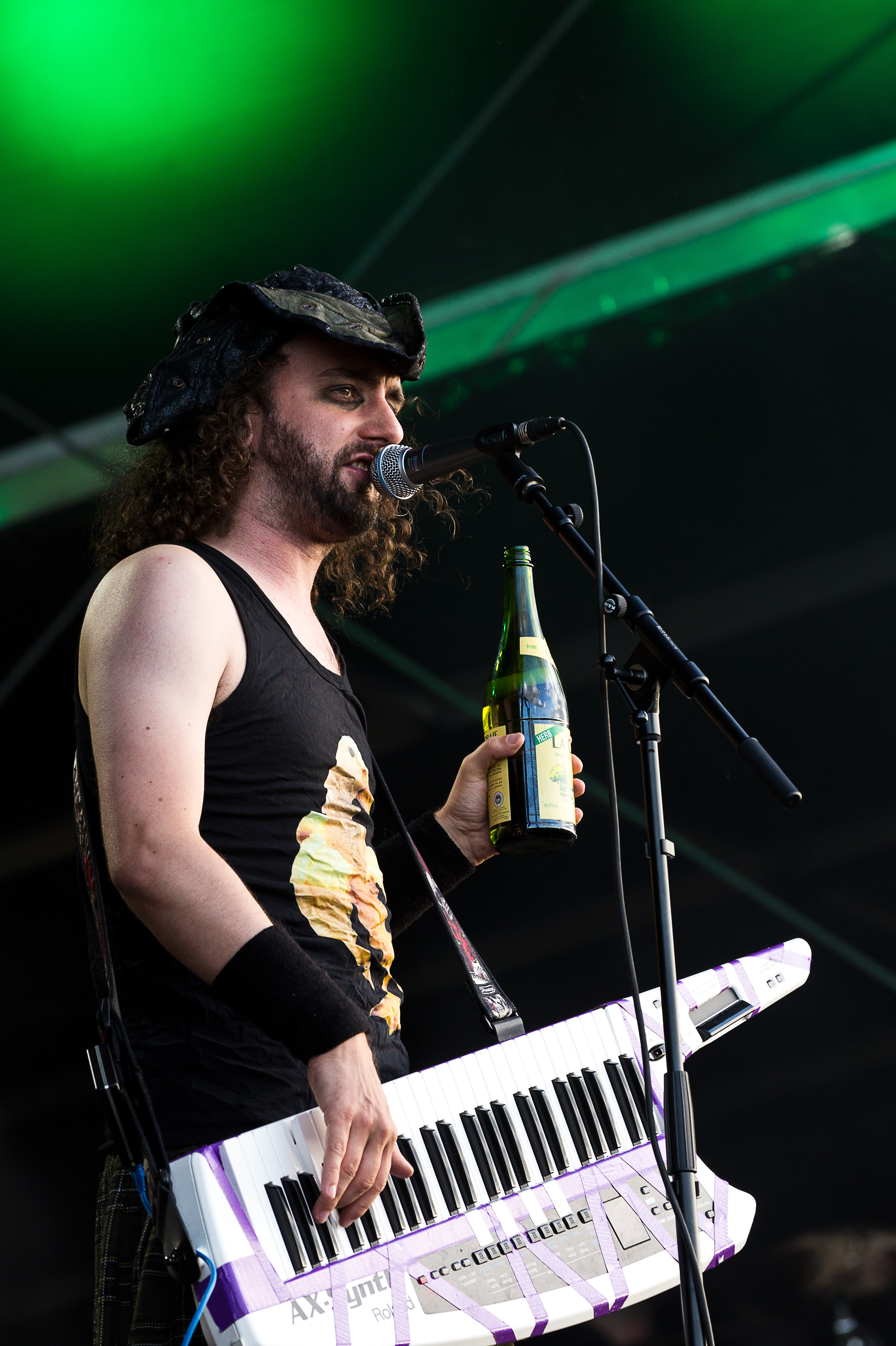
Christopher Bowes na festivalu Rockharz Open Air 2015

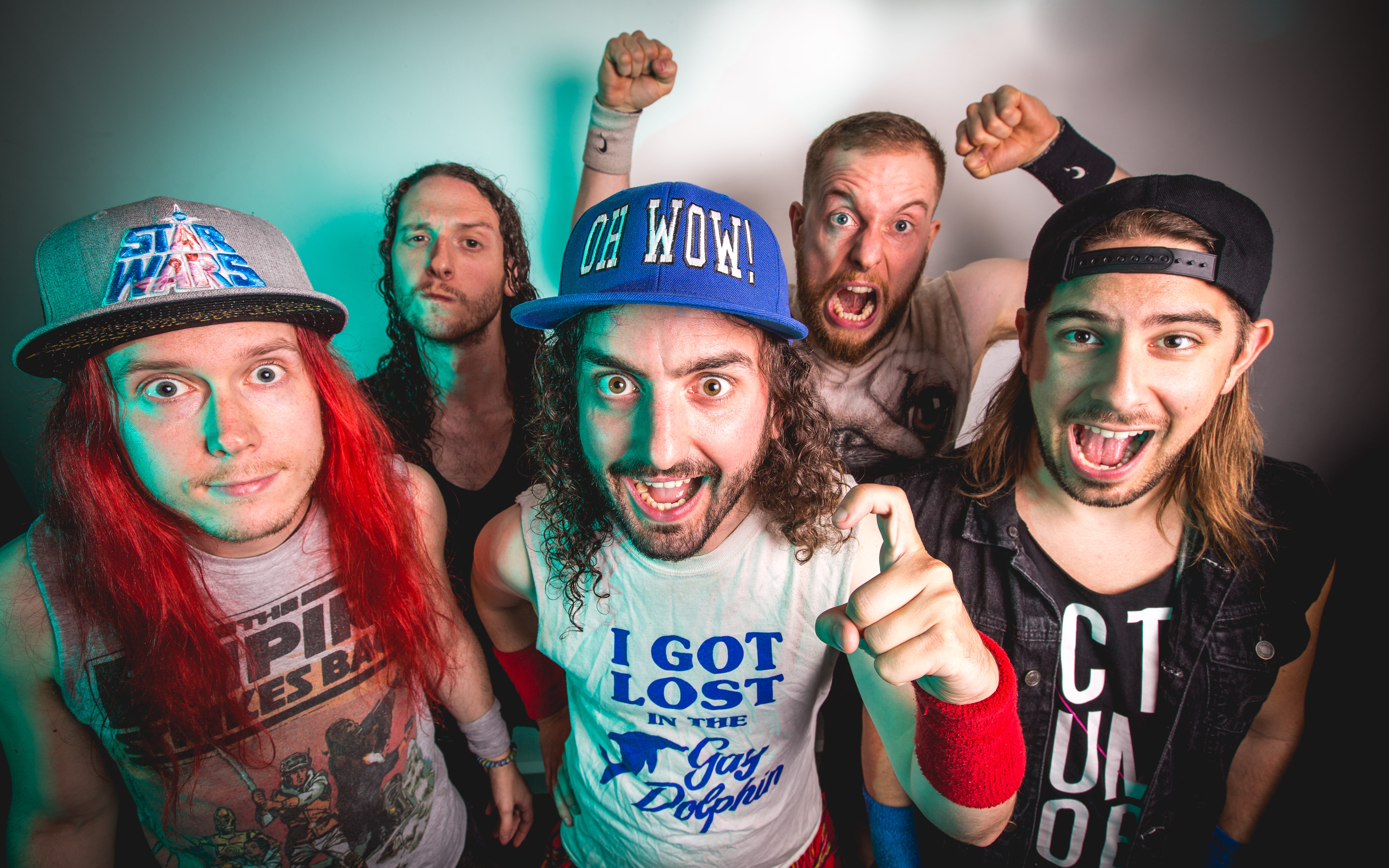
Christopher Bowes s Alestorm (2017)

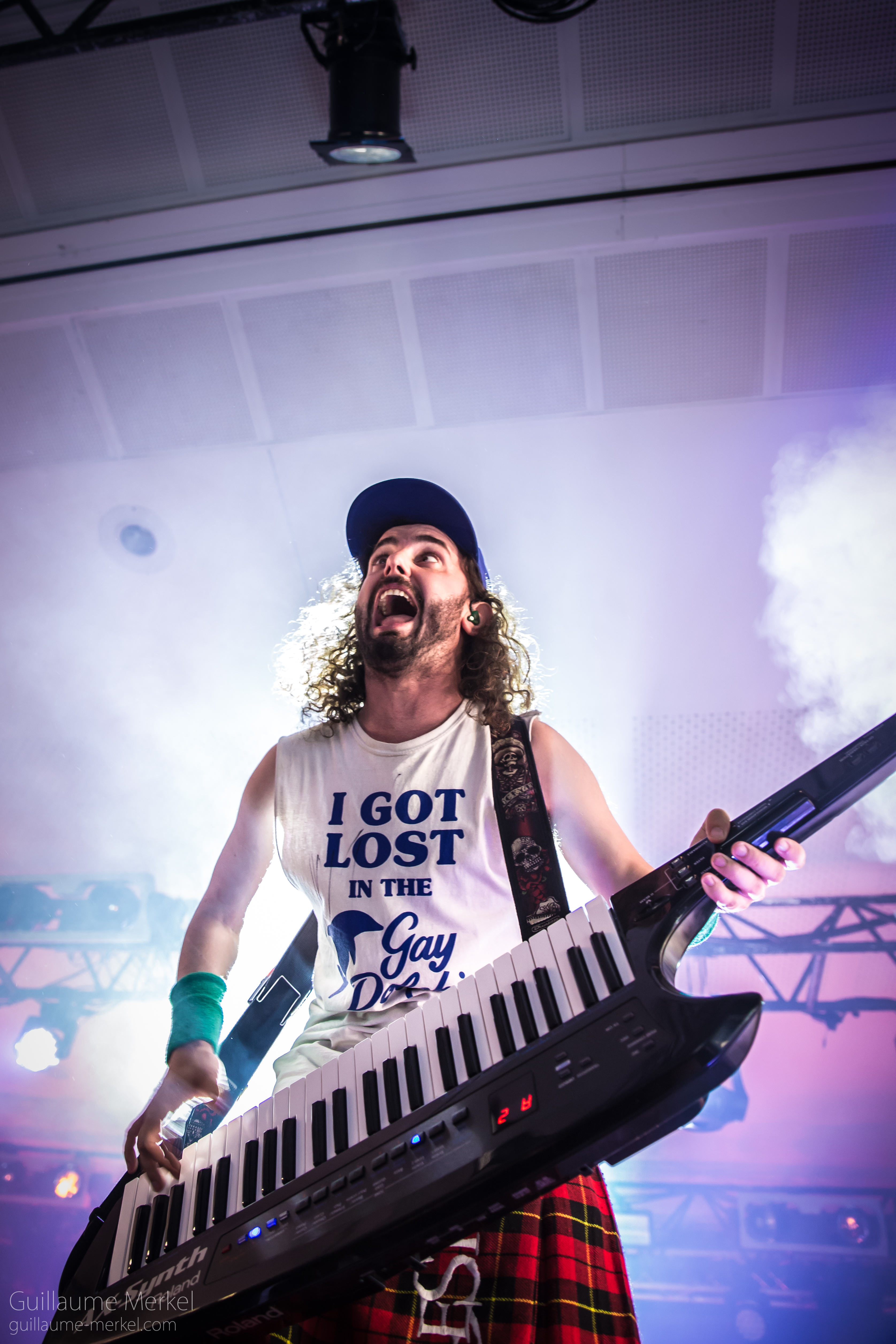
Christopher Bowes na festivalu Rock Your Brain Fest 2017

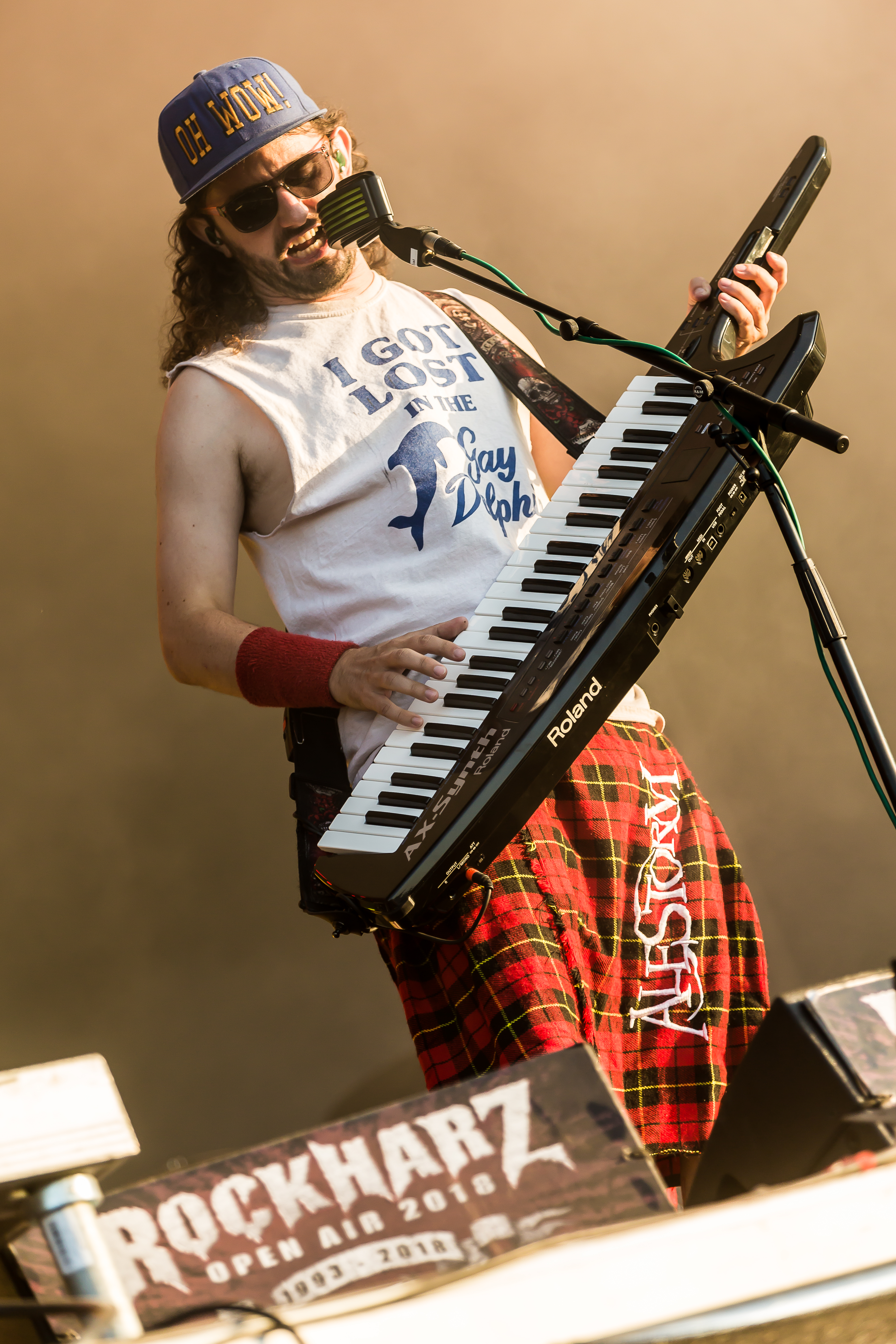
Christopher Bowes na festivalu Rockharz Open Air 2018

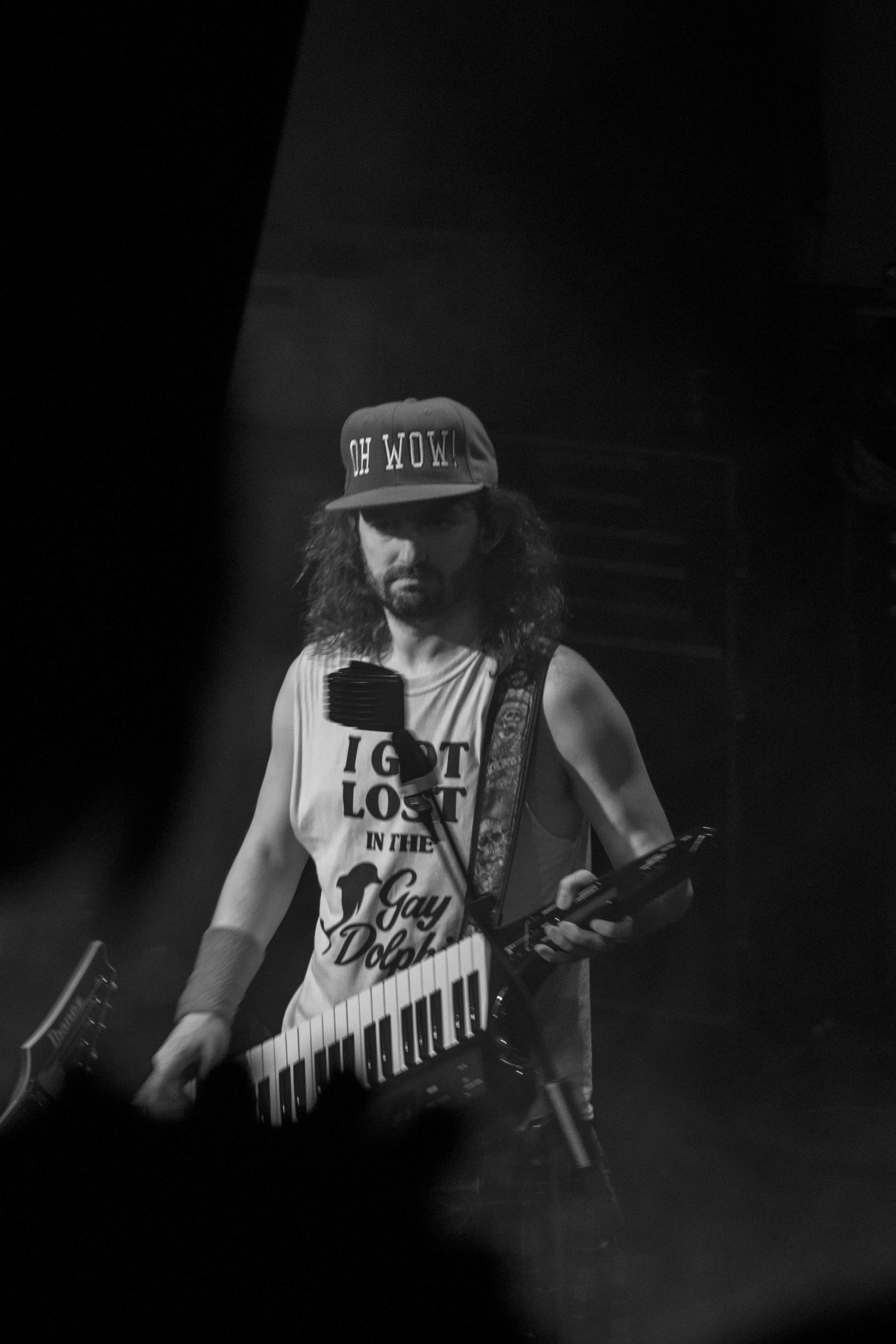
Christopher Bowes (2019)

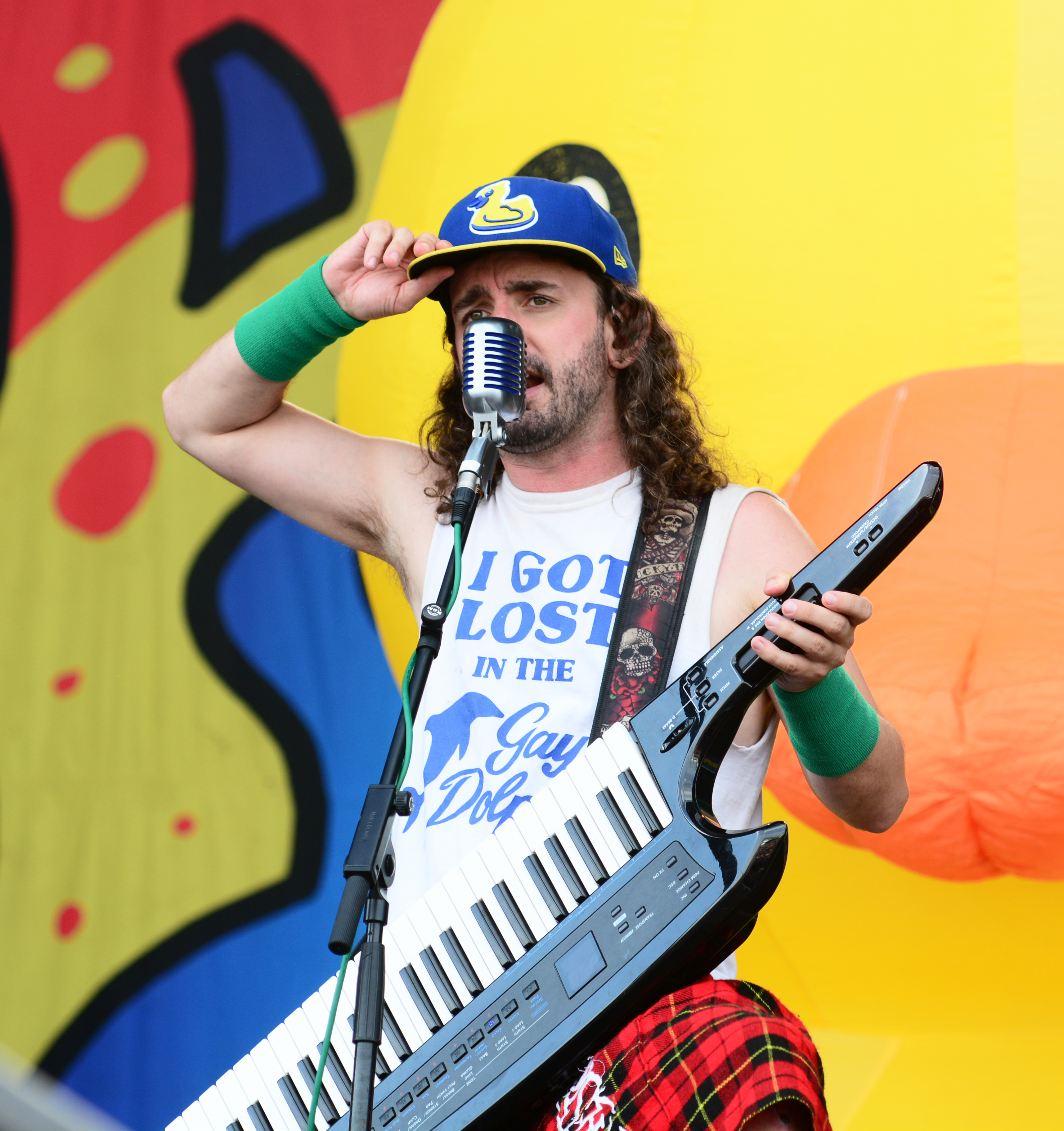
Christopher Bowes na festivalu Elbriot 2022

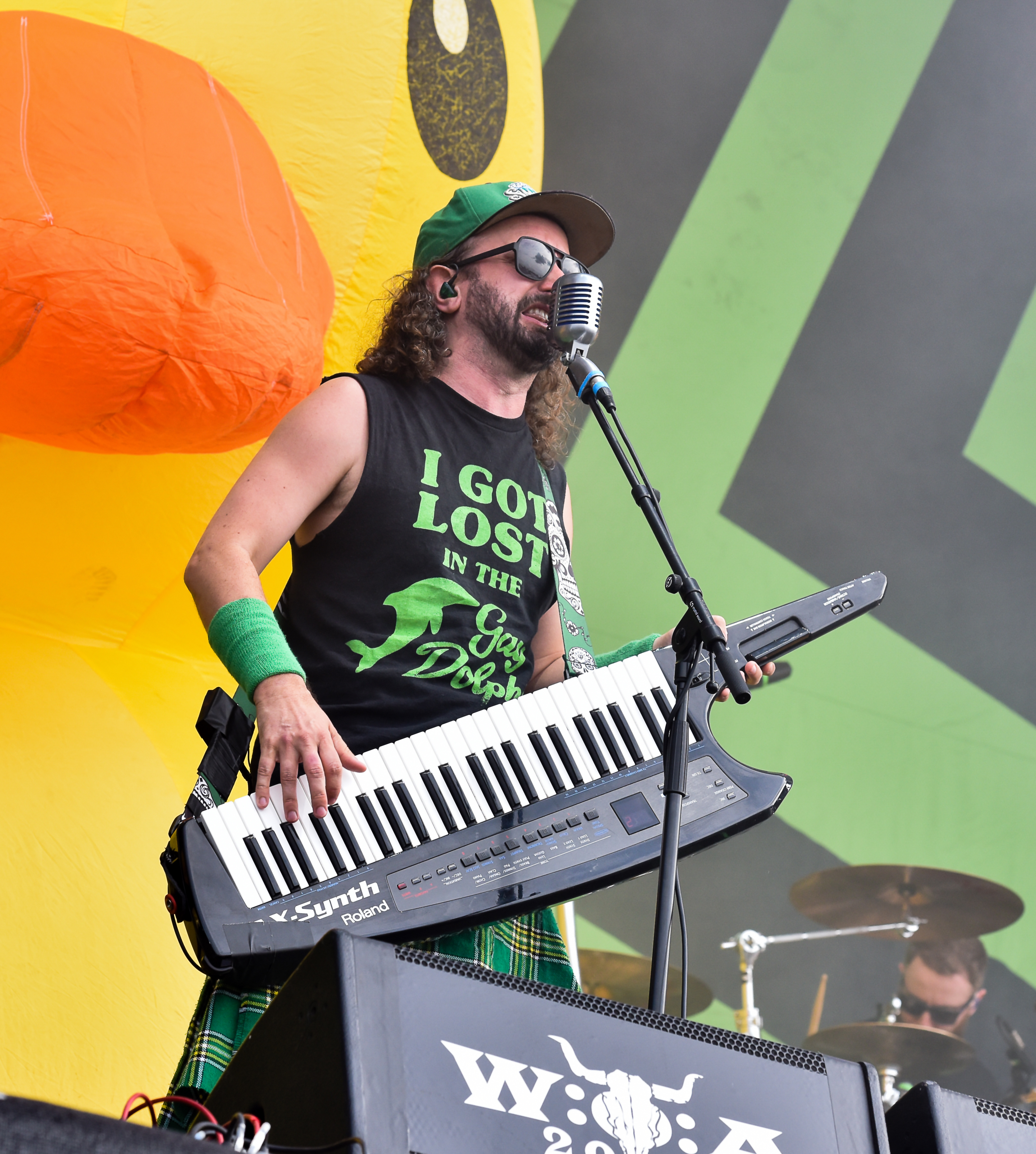
Christopher Bowes na festivalu Wacken Open Air 2023

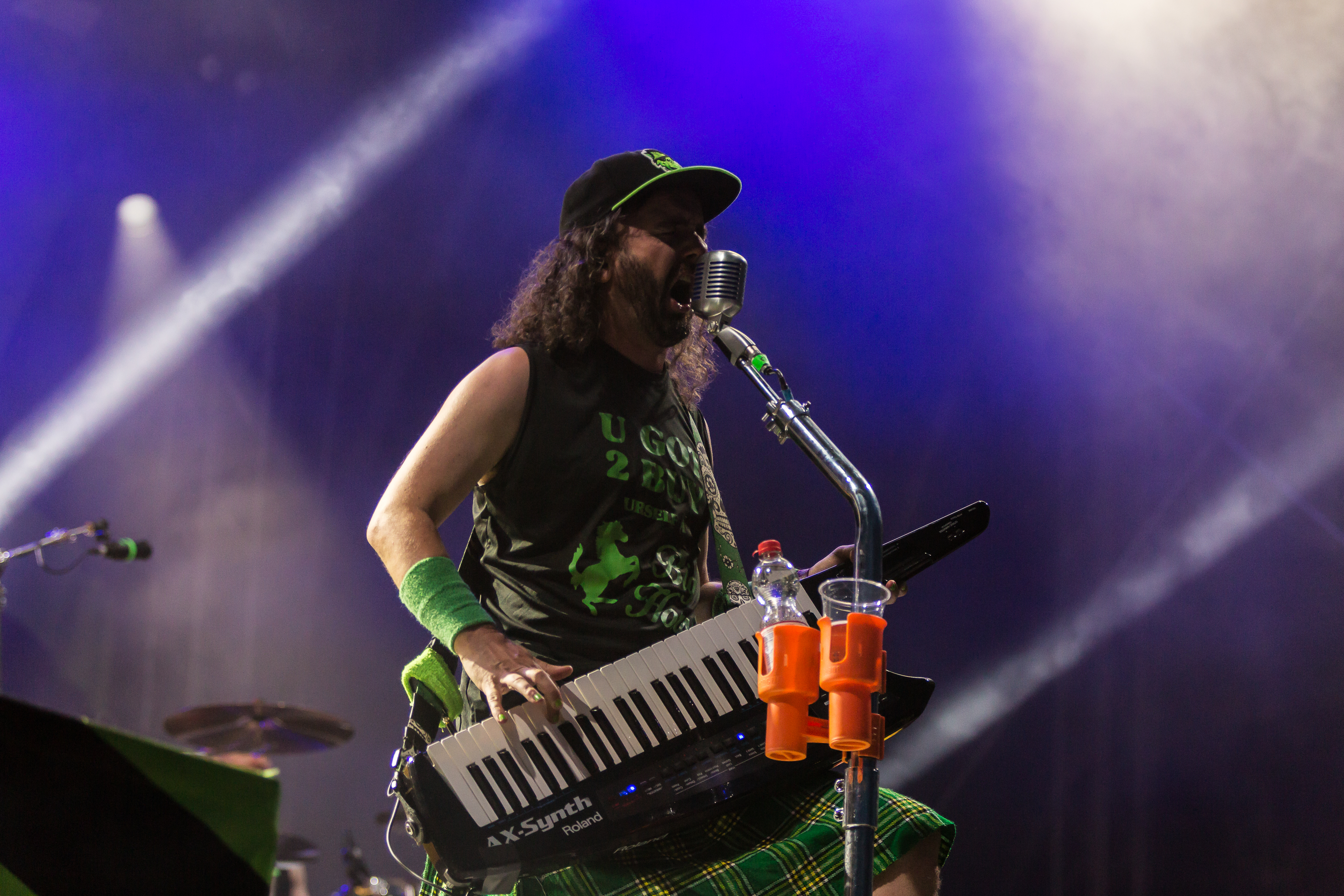
Christopher Bowes na festivalu Rockharz Open Air 2024

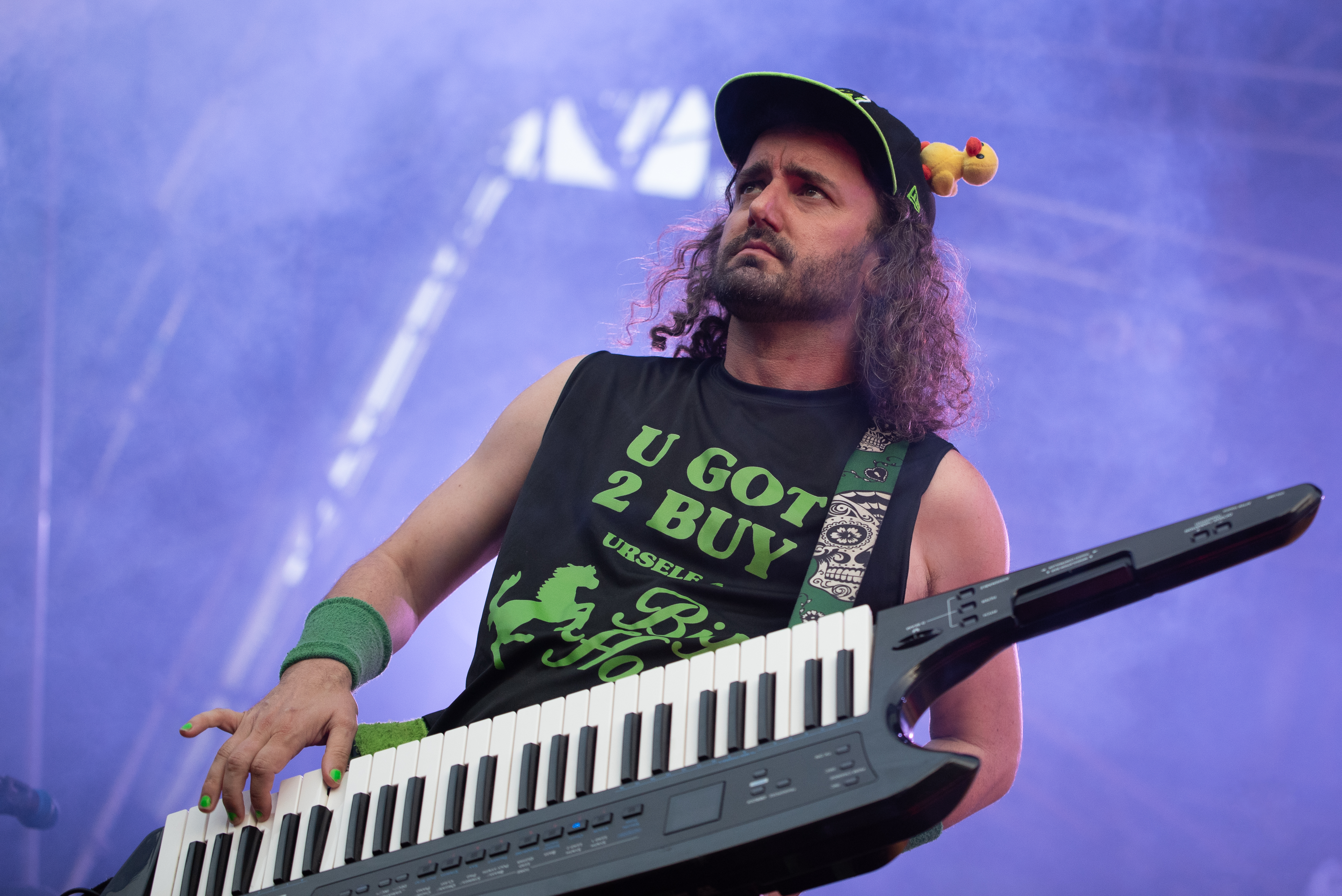
Christopher Bowes na festivalu Luppolo in Rock 2024

Christopher Bowes (* 23. června 1986, Gravesend, Velká Británie) je skotský zpěvák a klávesista. Působí jako frontman skotské folkmetalové kapely Alestorm. Také je zakladatelem a klávesistou britsko-švýcarské kapely Gloryhammer. V roce 2019 nahrál s kapelou Korpiklaani re-master jejich známé písně „Beer Beer“.

## Život
Christopher Bowes se narodil 23. června 1986 v britském městě Gravesend. V roce 2004 založil kapelu Battleheart, která byla později kvůli podobnosti názvu s Battlelore přejmenována na Alestorm.

## Diskografie

### Alestorm
- Captain Morgan's Revenge (2008) (Také 10th Anniversary Edition v roce 2018 s Live at Summer Breeze 2015 jako bonus)
- Black Sails at Midnight (2009)
- Back Through Time (2011)
- Sunset on the Golden Age (2014)
- No Grave but the Sea (2017)
- Curse of the Crystal Coconut (2020)
- Seventh Rum of a Seventh Rum (2022)
- The Thunderfist Chronicles (2025) (Obsahuje také bonusové CD s názvem Live at Paganfest 2025 ve Sold Out 013 Poppodium v Tilburgu, Nizozemsko)

### EPs/Ukázky/Singls
- Battleheart (EP) (2006)
- Terror on the High Seas (EP) (2006)
- Heavy Metal Pirates (Singl) (2008)
- Leviathan (EP) (2008)
- Black Sails Over Europe (s Týr a Heidevolk) (2009)
- P Is For Pirate (Singl) (2009)
- You Are A Pirate (EP) (2011)
- In the Navy (Singl) (2013)
- Drink (Singl) (2014)
- Sunset on the Golden Age (Singl) (2014)
- Hangover (Kryt Taio Cruz) (Singl) (2014)
- Skálstorm (Rozdělit s Skálmöld) (2016)
- Alestorm (Singl) (2017)
- Mexico (Singl) (2017)
- Flipped with a Sausage / Pirate Pizza Party (2017)
- Treasure Chest Party Quest (Singl) (2020)
- Tortuga (feat. Captain Yarrface from Rumahoy) (Singl) (2020)
- The Treasure Chest EP (2020)
- Treasure Chest Party Quest (Singl) (2020)
- Tortuga (Singl) (2020)
- Fannybaws (Singl) (2020)
- Pirate Metal Drinking Crew (Singl) (2020)
- Big Ship Little Ship / Bassline Junkie (2020)
- The Wellerman (Singl) (2021)
- Chicken On A Raft (Singl) (2021)
- Magellan's Expedition (Singl) (2022)
- P.A.R.T.Y. (Singl) (2022)
- The Battle of Cape Fear River (Singl) (2022)
- Seventh Rum of a Seventh Rum (Singl) (2022)
- Voyage of the Dead Marauder (Singl) (2024)
- Uzbekistan (Singl) (2024)
- Voyage of the Dead Marauder (EP) (2024)
- The Captain Morgan Jogging Song (Singl) (2024)
- Frozen Piss 2 (Singl) (2025)
- Killed to Death by Piracy (Singl) (2025)
- The Storm (Singl) (2025)
- The Storm (acoustic version) / The Captain Morgan Jogging Song (2025)

### Živá alba
- Live At Wacken Open Air (2009) (Bonusové DVD k albu Black Sails at Midnight (2009))
- Live At the End Of the World (2013)
- Live at Summer Breeze 2015 (2018) (Bonusové DVD k albu k 10. výročí Captain Morgan's Revenge (2018))
- Live In Tilburg (2021)
- Live at Paganfest 2025 at the 013 Poppodium in Tilburg, Netherlands (2025) (Bonusové CD k albu The Thunderfist Chronicles (2025))

### Kompilace
- With Us or Against Us (2007)
- Battle Metal V (2007)
- Battle Metal VI (2008)
- www.ozproductions.com Sampler 2 (Katra - Beast Within Bonus CD exkluzivně v Mexiku) (2008)
- With Us or Against Us X (2008)
- Captain Morgan's Revenge / Leviathan (2009)
- Black Sails Over Europe (Rozdělit s Týr a Heidevolk) (2009)
- With Us or Against Us XIII (2011)

### Splen
- Alternative Goaps (2001)
- Richard and Judy Hath Fallen Over Twice (2001)
- Splendiferous (2002)
- The Splen EP (2003)
- Fat People are Sometimes Greedy (2004)
- Songs for Children to Sing (2006)

### Perth
- Demo 2006 (2006)

### The Flamin' Guffs
- The Flamin' Guffs (2007)

### Fröstskög
- Demo 2008 (2008)
- Demo 2005 (2011)

### Gaylord Tennis
- Gaylord Tennis (2009)

### Bumilingus
- Scatwars (Splitsen met Bum Sick) (2010)
- Fifty Shades of Poo (2013)
- Birth in Reverse (Demo) (2014)
- R.I.P. (Rest in Poo) (EP) (TBA)

### ASDFGFA
- Build a Navy (2010) (Singl)
- Cats (2010) (Singl)
- Moon Club (2011) (Singl)
- Space Paedophiles of Omicron-9 (2011) (Singl)
- Beef (2011)
- Michael Wieling (2011) (Singl)
- The Contents of My Fridge Set to Music (2011) (Singl)
- The Wizard Rides to King's Cross (2011) (Singl)
- Inner Sky (2011) (Singl)
- Concrete (featuring Salad Cubes Ben aka Mondo Codswallop) (2011) (Singl)
- Calabi-Yau Space (2012) (Singl)
- Spiralism (2012) (Singl)
- Songs for Mr. Sheep (2012) (s Kalamari Mongoloid a Der Krauts)
- Just for Men (Singl) (2013)
- N.A.S.A.  (NASA) (Singl) (2013)
- :C (Singl) (2013)
- Shotgun in the Bum (EP) (2013)
- Atomic Bomb (Hooty's Back) (Singl) (2014)
- Ping Pong (Ping, Pong) (Singl) (2014)
- Perihelion (Singl) (2014)
- The Pie Song (Singl) (2014)
- I'm Gonna Get My Willy Wet (s Hooty and the Bear) (Singl) (2014)
- Ploppy Song (Biddy Bo) (Singl) (2014)
- Sober (Singl) (2014)
- ѬGѬod4DaѬmѬn2PicѬkles6Ѭ (Singl) (2015)
- Universe on Fire (asdfgfa remix) (Singl) (2015)
- Pickles (2015)
- Help, A Bear (Singl) (2015)
- Gyroelongated Triangular Bicupola (Singl) (2016)
- Nandos (s Hooty and the Bear) (Singl) (2017)
- Zombie Shrimp (Singl) (2020)
- Vegetable Gang (Singl) (2020)
- A Strange Device for Gathering Fungal Agaricomycotina (TBA)

### Solo
- At the Organ with Christopher Bowes (2011)
- Christmas at the Organ (2012)
- Another Christmas at the Organ (2016)
- Halloween at the Organ (2017)
- It's Time for Christmas Time (2019)

### Gloryhammer
- Angus McFife (Singl) (2013)
- Tales from the Kingdom of Fife (2013)
- Quest for the Hammer of Glory (Singl) (2013)
- Hail to Crail (Singl) (2013)
- The National Anthem of Unst (Singl) (2014)
- Universe on Fire (Singl) (2015)
- Rise of the Chaos Wizards (Singl) (2015)
- Space 1992: Rise of the Chaos Wizards (2015)
- The Hollywood Hootsman / The National Anthem of Unst (2015)
- Gloryhammer (Singl) (2019)
- The Siege of Dunkeld (In Hoots We Trust) (Singl) (2019)
- Legends from Beyond the Galactic Terrorvortex (2019)
- Equipment for Wizard (EP) (2019)
- Fly Away (Singl) (2022)
- Keeper of the Celestial Flame of Abernethy (Singl) (2023)
- Holy Flaming Hammer of Unholy Cosmic Frost (Singl) (2023)
- Wasteland Warrior Hoots Patrol (Singl) (2023)
- Return to the Kingdom of Fife (2023) (Narration only)
- Fly Away / Mighty Wings (Cheap Trick Cover) (2023)
- Mighty Wings (Cheap Trick Cover) (Singl) (2023)
- He Has Returned (Singl EP) (2024)
- Ya Regresó (Španělská/mexická verze písně He Has Returned) (Singl) (2025)
- On a Quest for Aberdeen (Singl) (2025)

### Jimmy Fuckbob and the Shitting Pirates OK?
- I Bet You Look Good on a Pirate Ship (2013)

### Philip Wilson
- Tears in the Rain (2016)

### Christopher Bowes and His Plate of Beans
- Midnight Breakfast (Singl) (2018)
- Christopher Bowes and His Plate of Beans (2018)
- Big Horse (feat. Patty Gurdy) (Singl) (2023)
- Methamphibian (Singl EP) (2024)

### Sabadu
- Mighty Polish Tank (Singl) (2020)
- A Very Polish Christmas (Singl) (2020)
- World of Tanks (Singl) (2022)

### Wizardthrone
- Frozen Winds of Thyraxia (Singl) (2021)
- Forbidden Equations Deep Within The Epimethean Wasteland (Singl) (2021)
- Hypercube Necrodimensions (Singl) (2021)
- Black Hole Quantum Thermodynamics (Singl) (2021)
- Hypercube Necrodimensions (2021)

### Frøggë
- Enchanted Crystal Railroad (Singl) (2024)
- Lost in the Temple of Slime (Singl) (2024)

### Vystoupení hostů a další práce
- The Livid - Fear of Fading (Independent, 2002); poklep
- Archaea - Evolution (Independent, 2009); neznámá (orchestrální)
- MekkWarrior - MekkWarrior (EP) (Independent, 2012); nahrávka
- Thaurorod - Anteinferno (NoiseArt Records, 2013): vyprávění hostů
- Jaldaboath - The Further Adventures (D.T.M. Productions, 2014); hostující vokály
- Alestorm - Sunset on the Golden Age (Napalm Records, 2014); fotografie
- Varg - Rotkäppchen (EP) (Napalm Records, 2015); hostující vokály
- Æther Realm - Tarot (Primitive Ways Records, 2017); hostující vokály
- Korpiklaani - Beer Beer feat. Chris from Alestorm (Singl) (Nuclear Blast Records, 2019); hostující vokály
- Rednex - Cotton Eye Joe feat. Christopher Bowes of Alestorm (Singl) (Independent, 2019); hostující vokály
- Bootyard Bandits - One Hell of a Night feat. Christopher Bowes (Singl) (Rock People Records, 2019); hostující vokály
- Japanese Folk Metal - うらめしや / 忍者ウタマロ (Urameshiya / Ninja Utamaro) (Singl) (Independent, 2020); hostující vokály
- Lombolo - Vandringsmannen (Independent, 2020); pisatel
- Rumahoy - Time II: Party (Napalm, 2020); hostující vokály
- Stjärnfält - Ascension (Independent, 2020); hostující vokály
- Hidrommel - Come to Brazil (Singl) (Independent, 2021); psaní písní
- Powerwolf - Missa Cantorem (Call of The Wild Deluxe Edition) (Napalm, 2021); hostující vokály
- Abäk - Piratas del Coco (Singl) (Independent, 2022); hostující akordeon
- Abäk - El ritual de las 7 voces (Independent, 2022}; hostující akordeon
- Rumahoy - Not Looking For Love (Singl) (Independent, 2022)
- The Anchors - The Quest for the Golden Shoe (Singl) (Independent, 2023); pisatel
- Varg - Ewige Wacht (CD2: Guests) (Napalm, 2023); hostující vokály
- Patty Gurdy - Tavern (Independent, 2024); hostující vokály
- Trick or Treat - Ghosted (Scarlet Records, 2025}; hostující vokály
- Saltatio Mortis - Weltenwanderer – Von Träumen & Krawall (WE LOVE MUSIC, 2025); hostující vokály